# ラドシュスキー駅
座標: 北緯59度55分54秒 東経30度26分30秒 / 北緯59.9316度 東経30.4417度
ラドシュスキー駅（ロシア語: Ла́дожский  вокза́л）は、ロシア連邦のサンクトペテルブルクにおける5つのターミナル駅の1つである。
モスコーフスキー駅およびフィンリャンツキー駅の補完的な役割を果たしており、モスクワ発着でサンクトペテルブルクを経由して他都市に向かう列車の一部は当駅に発着する。すなわち、単なる「終着駅」ではなく途中駅としての役割も兼ね備えている。

## 歴史
最初の計画は1980年代末に立てられたが、ソビエト連邦の崩壊に伴う混乱により棚上げされた。2001年に建設が開始され、2003年に完成した。
総建設費は90億ルーブルであり、サンクトペテルブルク300周年に合わせて2003年に開業した。開業式典にはサンクトペテルブルク出身でもあるウラジーミル・プーチン大統領が参加した。

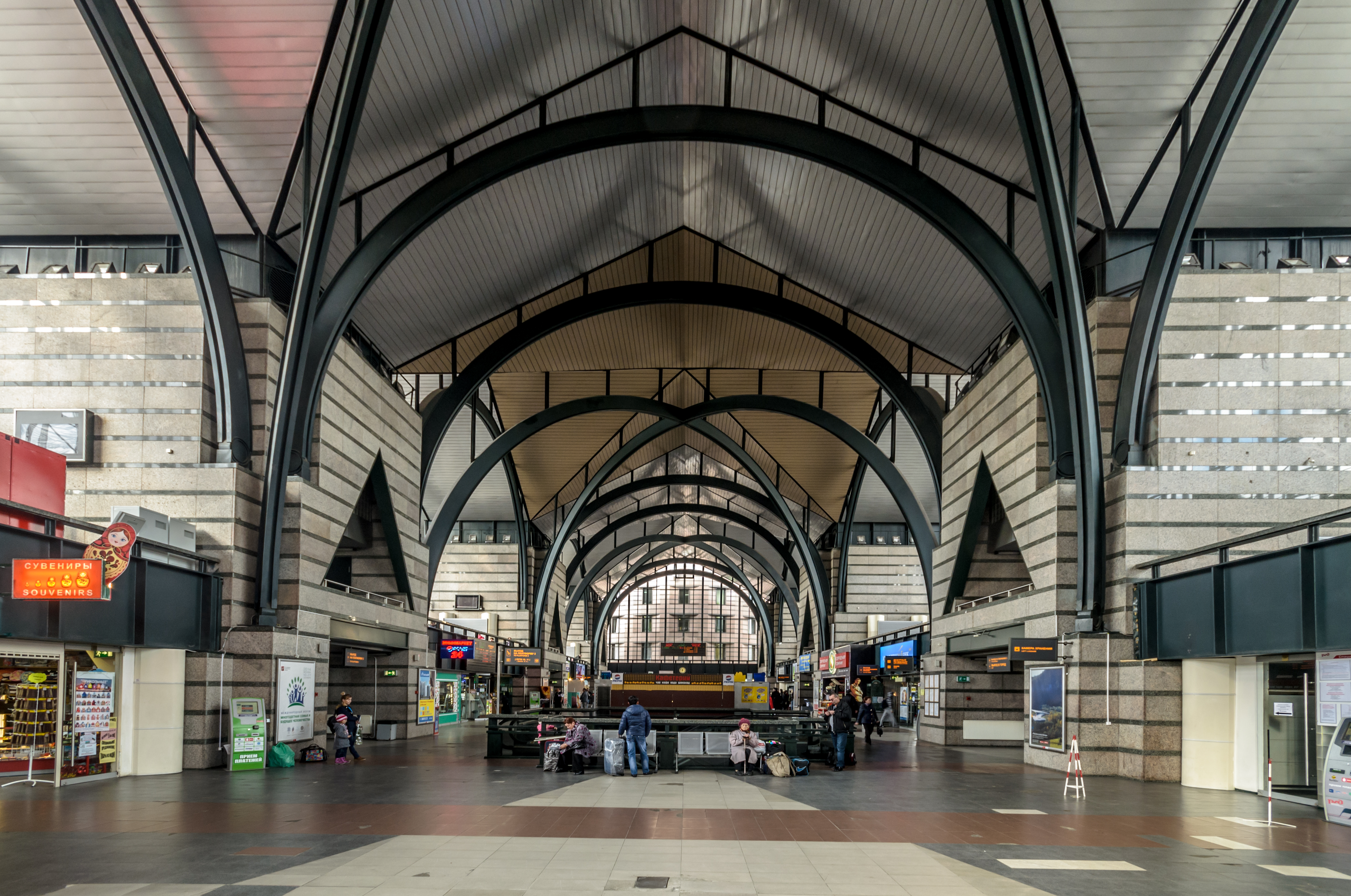
切符売り場と待合室
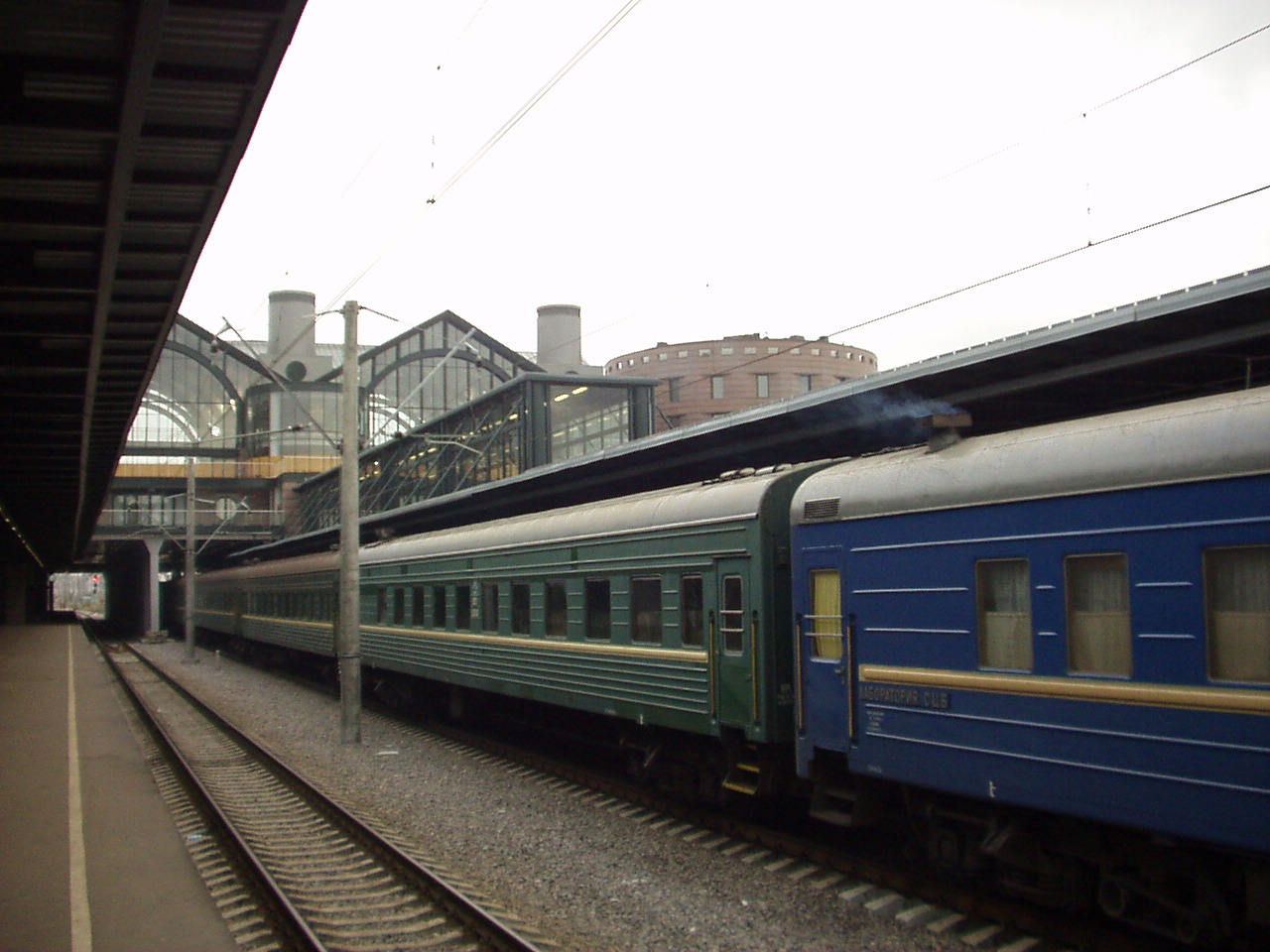
プラットホーム
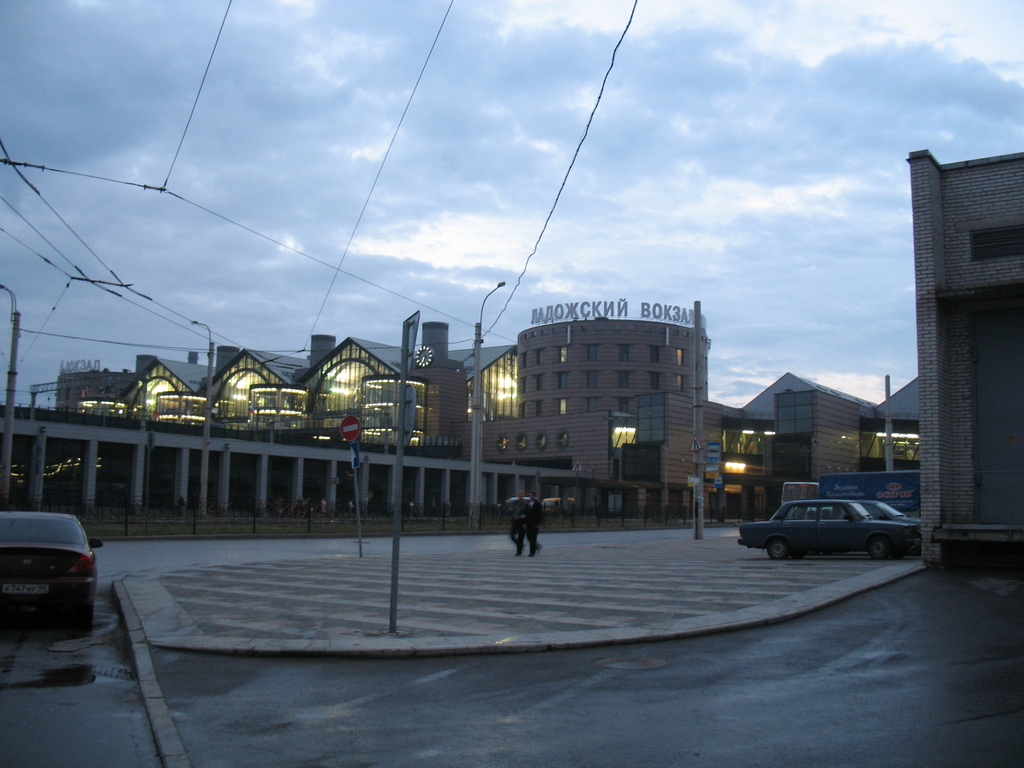
ラドシュスキー駅舎

## 参照
1. ↑  Ладожский вокзал